# Аретир
Арети́р (рос. арретир, нім. Arretierschraube; Arretiervorrichtung) — пристрій для встановлення і закріплення чутливого елемента приладу у неробочому положенні; застосовується, як правило, з метою захисту чутливого елемента від механічних пошкоджень під час транспортування та встановлення, убезпечення його від випадкових поштовхів. 
Іноді аретир служить для гасіння коливань частини вимірювального приладу, яка є покажчиком (наприклад, у дзеркальних гальванометрах, аналітичних вагах тощо).